# Forme téléomorphe
La forme téléomorphe désigne la forme ou le stade de reproduction sexué d'un champignon, quand il existe aussi une forme (ou un stade) asexuée, dite anamorphe.
Le qualificatif holomorphe désigne les deux stades à la fois.

## Origine et enjeux de cette classification
Les champignons ont été classés depuis plusieurs siècles essentiellement sur la base des caractéristiques physiques de leurs organes reproducteurs (pied, chapeau, etc.), qui sont relativement stables au cours de l'évolution et dans une population (alors que la forme, taille et couleur du mycélium peuvent être plus variables).
Mais de nombreux champignons ne se reproduisent que de manière asexuée. Ces espèces, difficiles à classer, sont le plus souvent des ascomycètes et des basidiomycètes. 
Certaines espèces ne se reproduisent que rarement de manière sexuée ou ne sont connues que sous une forme à reproduction asexuée, sans que l'on puisse savoir si la forme sexuée existe encore ou a existé (dans le cas d'une mutation récente par exemple). 
Les naturalistes ou pathologistes n'ont souvent l'occasion d'observer qu'une seule des deux formes possibles de reproduction. De plus, les deux stades et/ou formes de reproduction offrant un aspect morphologiquement très différent, un même champignon peut avoir été décrit sous deux noms différents. C'est l'analyse génétique qui peut in fine garantir qu'il s'agit bien d'une seule et même espèce.
Enfin, dans une même colonie fongique, les deux formes de reproduction, sexuée et asexuée peuvent coexister (on parle alors d'holomorphe).
Les termes téléomorphe, anamorphe, et holomorphe peuvent donc décrire 3 états différents d'un même champignon en cours de reproduction. Ils s'appliquent habituellement à des parties du cycle de vie des champignons des phylums :
- Ascomycota,
- Basidiomycota.

L'article 59 du Code international de nomenclature botanique permet aux mycologues de donner deux noms différents à un même champignon pour respectivement décrire  ;
- son état de reproduction asexuée (anamorphe)
- son état de reproduction sexuée (téléomorphe).

Lorsque des noms scientifiques existent déjà pour les deux états (anamorphe et téléomorphe) d'un même champignon, la règle veut (sauf dans un cas particulier) que la forme mixte (holomorphe) prenne le nom du téléomorphe.
Pour des raisons pratiques, les champignons dont on ne connaît pas encore de téléomorphe ont été historiquement classés dans un embranchement artificiellement créé pour eux (« Deuteromycota »), autrefois aussi désigné par le nom de Fungi Imperfecti (champignons imparfaits).
Ce double système de nomenclature est source de confusion pour les novices, mais nécessaire aux mycologues, et à ceux qui travaillent avec ou contre les champignons dans des domaines tels que : phytopathologie, mycologie médicale, identification des levures et moisissures et qualité de l'air intérieur, microbiologie alimentaire, etc., domaines où les champignons sont souvent rencontrés sous une forme asexuée.
À compter du 1er janvier 2013, la classification duale n'est plus autorisée, décision prise au XVIIIe Congrès international de botanique de Melbourne (2011)

## Exemple
Beauveria bassiana (champignon cosmopolite des sols et capable d'infecter divers insectes, en se comportant en parasite vis-à-vis d'eux, est la forme à reproduction asexuée (anamorphe) du champignon Cordyceps bassiana, forme téléomorphe reproductrice sexuée, qui n'a pu être mise en évidence qu'en 2001.